# Stig Engström (skådespelare)
Stig Gunnar Engström, född 14 januari 1942 i Oscars församling i Stockholm, är en svensk skådespelare.

## Studier
Engström är officersson och växte upp i Göteborg. Han genomgick en restaurangutbildning och arbetade som servitör, bland annat på Amerikabåtarna. Han sökte sig till skådespelaryrket och började att studera vid Calle Flygare Teaterskola. Han fortsatte studierna vid Statens scenskola i Malmö 1964–1967.

## Skådespelarkarriär
Stig Engström fick anställning vid Sandrewateljéerna och scendebuterade 1967 i föreställningen En flicka på gaffeln på Intima teatern. Han filmdebuterade i Yngve Gamlins Badarna (1968) och fick sitt genombrott året efter i Vilgot Sjömans Ni ljuger. För denna roll fick han 1970 motta en Silver Hugo. Han engagerades vid Riksteatern och var senare med att bilda Fria Proteatern där han var verksam 1971–1981. Efter ett par år vid Stockholms stadsteater blev han frilans. 1980 belönades han med Teaterförbundets Vilhelm Moberg-stipendium.
1981 spelade han rollen som Björn H:son Larsson i Göta kanal eller Vem drog ur proppen? och 1983 gjorde han en uppmärksammad roll i TV-serien Öbergs på Lillöga. Samtidigt var han verksam vid olika privatteatrar, bland annat Vasateatern, och var även programvärd för TV-underhållningsprogrammet För nöjes skull. Under 1990-talet gjorde han sig bemärkt i TV-serierna Vänner och fiender och Anna Holt.
Stig Engström har sedan 1996 medverkat i Söderblomspelet i Trönö. Stig Engström har där bland annat gjort rollen som Nathan Söderbloms far Jonas Söderblom.

## Familj
Tillsammans med skådespelaren Anneli Martini har han sonen Felix Engström som också är skådespelare. Stig Engström gifte sig sedan med skådespelaren Mia Benson 1976 men de är numera skilda. De har tillsammans två barn.

## Filmografi
- 1960 – Pinocchios äventyr
- 1968 – Badarna
- 1968 – Flickorna
- 1969 – Duett för kannibaler
- 1969 – Ni ljuger
- 1970 – Eva och Bengt
- 1970 – Röda rummet (TV-serie)
- 1972 – Georgia, Georgia
- 1973 – Ska vi hem till dig... eller hem till mig... eller var och en till sitt?
- 1974 – Huset Silfvercronas gåta (TV-serie)
- 1974 – Rymmare
- 1975 – Pojken med guldbyxorna (TV-serie)
- 1977 – Hammarstads BK (TV-serie)
- 1977 – Ärliga blå ögon (TV-serie)
- 1977 – Klurige Matti och hans gås
- 1978 – Man måste ju leva...
- 1979 – Jag är Maria
- 1979 – Starzinger (röst, TV)
- 1980 – Sinkadus (TV-serie)
- 1981 – Brevet till Lotta
- 1981 – Vuk - rävungen
- 1981 – Göta kanal
- 1982 – Trollkarlens pojke (TV-serie)
- 1982 – Nattvägen
- 1983 – Öbergs på Lillöga (TV-serie)
- 1983 – Mot härliga tider
- 1986 – Hassel – Beskyddarna
- 1986 – Moa
- 1987 – Mio min Mio
- 1987 – Hjältarna i gröna skogen
- 1988 – Ingen kan älska som vi
- 1988 – Råttornas vinter
- 1988 – Stoft och skugga (TV-serie)
- 1989 – Det var då... (TV-serie)
- 1990 – Destination Nordsjön (TV-serie)
- 1992 – Dødelig kjemi (TV-serie)
- 1993 – Rädda Willy
- 1994 – Den vite riddaren (TV-serie)
- 1994 – Polismördaren
- 1995 – Vendetta
- 1996 – Vänner och fiender (TV-serie)
- 1996 – Anna Holt (TV-serie)
- 1997 – Sjukan (TV-serie)
- 1998 – Sista kontraktet
- 1999 – Vita lögner (TV-serie)
- 1999 – Farlig flykt
- 1999 – Anna Holt (TV-serie)
- 1999 – Vita lögner (TV-serie)
- 2000 – Naken
- 2003 – Rånarna
- 2003 – Skeppsholmen (TV-serie)
- 2004 – Strandvaskaren
- 2006 – Exit
- 2006 – Final Curtain Call
- 2006 – Underbara älskade
- 2006 – Fallet G
- 2006 – Boog & Elliot - Vilda vänner
- 2006 – Kvarteret Skatan (TV-serie)
- 2006 – Tusenbröder – Återkomsten
- 2007 – Gynekologen i Askim (TV-serie)
- 2007 – Beck – I Guds namn
- 2007 – Underbar och älskad av alla
- 2007 – Tusenbröder (TV-serie)
- 2008 – Oskyldigt dömd (TV-serie)
- 2008 – Höök (TV-serie)
- 2008 – Livet i Fagervik (TV-serie)
- 2009 – Stenhuggaren
- 2009 – Arthur och Maltazard
- 2009 – Johan Falk: De fredlösa
- 2009 – Stormen (TV-serie)
- 2010 – Andra Avenyn (TV-serie)
- 2010 – Himlen är oskyldigt blå
- 2010 – Pax
- 2010 – Kommissarie Winter (TV-serie)
- 2011 – Rango (röst)
- 2011 – Irene Huss – Den som vakar i mörkret
- 2011 – The Stig-Helmer Story
- 2011 – Lögner att älska
- 2012 – Asterix & Obelix och britterna (röst)
- 2012 – Jävla pojkar
- 2015 – Prästen i paradiset
- 2015 – Ängelby (TV-serie)
- 2016 – Finaste familjen (TV-serie)
- 2017 – Finaste familjen (TV-serie)

## Teater

### Roller (ej komplett)
| År   | Roll                | Produktion                                                    | Regi           | Teater                 |
| ---- | ------------------- | ------------------------------------------------------------- | -------------- | ---------------------- |
| 1980 | Borgmästarens son   | Draken Jevgenij Sjvarts                                       | Stefan Böhm    | Fria Proteatern        |
| 1982 | Mario Batone nr:5   | Maratondansen Horace McCoy                                    | Fred Hjelm     | Stockholms stadsteater |
| 1983 | Garry Lejeune       | Rampfeber Michael Frayn                                       | Per Gerhard    | Vasateatern            |
| 1984 | Orin Scrivello      | En fasansfull affär Alan Menken och Howard Ashman             | Bengt Blomgren | Riksteatern            |
| 1987 | Jesus               | Omaka par Neil Simon                                          | Lars Amble     | Maximteatern           |
| 1991 | Vince Fontaine      | Grease Jim Jacobs och Warren Casey                            | Runar Borge    | Chinateatern           |
| 1996 | Rollo Peters        | Maratondansen Horace McCoy                                    | Johan Huldt    | Parkteatern            |
| 1996 | Reklamfilmare m.fl. | Rika barn leka bäst Carin Mannheimer                          | Lena Söderblom | Stockholms stadsteater |
| 1997 | Kommissarien        | Spelman på taket Jerry Bock, Sheldon Harnick och Joseph Stein | Georg Malvius  | Stockholms stadsteater |
| 2014 | Tinas pappa         | Kikkiland Dennis Magnusson                                    | Dennis Sandin  | Göteborgs stadsteater  |